# Donald Watts Davies
Donald Watts Davies (* 7. Juni 1924 in Treorchy; † 28. Mai 2000 in Esher, England) war ein britischer Physiker und einer der Pioniere der Informationstechnologie.

## Leben
Davies wuchs in Portsmouth auf und studierte am Imperial College, London. Von 1943 an arbeitete er an der Universität Birmingham an der Kernforschung. 1947 kam er mit der Gruppe um Alan Turing (Entzifferer der Enigma (Maschine) und Entwickler der Turingmaschine) in Kontakt, die an der Entwicklung des Pilot ACE-Computers arbeitete – eines der ersten digitalen Datenverarbeitungsgeräte der Welt.
Von 1963 an entwickelte Davies die Methode des packet switching, mit der seither der gesamte Internet-Datenaustausch abgewickelt wird.
Auch die dezentrale Netz-Struktur – im Gegensatz zu den Anfang der 1960er-Jahre favorisierten Ring- und Stern-Strukturen – hat Davies propagiert (siehe jedoch auch Paul Baran und Geschichte des Internets).
1979 gab Davies seine leitende Funktion am National Physical Laboratory auf und wandte sich den immer drängender werdenden Sicherheitsproblemen im Internet zu. 1984 trat er in den Ruhestand, war jedoch weiter als Berater tätig.